# 大山綱明
大山 綱明（おおやま つなあき、1934年9月17日 - 2024年6月9日）は、日本の大蔵官僚。大臣官房審議官（主税局担当）、関税局長、農用地整備公団副理事長、サントリー副社長、全国清涼飲料連合会会長、公益財団法人日本関税協会理事長などを務めた。

## 来歴
鹿児島県出身。都立戸山高校、東京大学法学部第1類（私法コース）卒業。1957年 大蔵省入省（主計局法規課）。1964年7月 藤沢税務署長。外務省在ニューヨーク日本総領事館領事の後、1971年7月 銀行局銀行課長補佐（総括・都市銀行等）。1973年7月 国際金融局総務課長補佐（総括）。1974年7月 国税庁長官官房参事官。1975年7月 主税局主税企画官。1976年6月 大阪国税局直税部長。1977年6月 国税庁調査査察部査察課長。1981年6月 大臣官房調査企画課長。1982年6月 国税庁調査査察部長。1983年6月7日 大臣官房審議官（主税局担当）。1987年6月23日 関税局長。1988年6月24日 退官。
同1988年7月 農用地整備公団副理事長。1990年7月 サントリー専務取締役。1991年3月 同社代表取締役副社長。1998年5月29日 全国清涼飲料連合会会長（〜2000年6月1日）。2011年4月1日 公益財団法人日本関税協会理事長。2015年5月29日 同協会顧問。その他戸山高校城北会会長などを歴任。
2023年11月3日、秋の叙勲で瑞宝中綬章を受章。
2024年6月9日、膀胱がんのため、死去した。89歳没。死没日付をもって従四位に叙された。

## 略歴
- 1957年4月：大蔵省入省（主計局法規課）。
- 1959年6月：東海財務局理財部。
- 1960年6月：大阪国税局調査査察部。
- 1961年6月：主税局調査課。
- 1962年7月：主税局税制第二課調査主任[10]。
- 1963年7月：主税局総務課総務係長[11]。
- 1964年7月：藤沢税務署長。
- 1965年7月：国税庁直税部所得税課長補佐[12]。
- 1967年4月：大臣官房付（外務研修）。
- 1967年9月：外務省在ニューヨーク日本総領事館領事。
- 1971年7月：銀行局銀行課長補佐（総括・都市銀行等）[3]。
- 1973年7月：国際金融局総務課長補佐（総括）[4]。
- 1974年7月：国税庁長官官房参事官。
- 1975年7月：主税局主税企画官。
- 1976年6月：大阪国税局直税部長。
- 1977年6月：国税庁調査査察部査察課長。
- 1978年6月：主税局税制第二課長。
- 1981年6月：大臣官房調査企画課長。
- 1982年6月：国税庁調査査察部長。
- 1983年6月7日：大臣官房審議官（主税局担当）。
- 1987年6月23日：関税局長。
- 1988年6月24日：退官。
- 1988年7月：農用地整備公団副理事長。
- 1990年7月：サントリー専務取締役[5]。
- 1991年3月：サントリー代表取締役副社長[6][5]。
- 1998年5月29日：全国清涼飲料連合会会長（〜2000年6月1日）[6]。
- 2011年4月1日：公益財団法人日本関税協会理事長。
- 2015年5月29日：公益財団法人日本関税協会顧問[7]。